# Parafie diecezji sosnowieckiej
Diecezja Sosnowiecka liczy 157 placówek duszpasterskich. Większość z nich to parafie miejskie m.in. w Sosnowcu, Jaworznie, Dąbrowie Górniczej, Będzinie, Czeladzi, Olkuszu.

## Parafie Sosnowca
- Parafia Chrystusa Króla
- Parafia Jezusa Chrystusa Najwyższego i Wiecznego Kapłana
- Parafia Najświętszej Maryi Panny Szkaplerznej
- Parafia Miłosierdzia Bożego (sanktuarium)
- Parafia Najświętszego Ciała i Krwi Chrystusa
- Parafia Najświętszego Serca Pana Jezusa
- Parafia Najświętszego Zbawiciela
- Parafia Matki Bożej Częstochowskiej
- Parafia Najświętszej Maryi Panny Fatimskiej
- Parafia Matki Bożej Nieustającej Pomocy
- Parafia Najświętszej Maryi Panny Różańcowej
- Parafia Najświętszej Maryi Panny Wspomożycielki Wiernych
- Parafia Nawiedzenia Najświętszej Maryi Panny
- Parafia Niepokalanego Poczęcia Najświętszej Maryi Panny
- Parafia Podwyższenia Krzyża Świętego
- Parafia św. Józefa Rzemieślnika
- Parafia św. Andrzeja Boboli
- Parafia św. Barbary
  - Kościół św. Barbary
- Parafia św. Brata Alberta
- Parafia św. Floriana
- Parafia św. Franciszka z Asyżu
- Parafia św. Jacka
- Parafia św. Jana Chrzciciela
- Parafia św. Joachima
- Parafia św. Łukasza Ewangelisty
- Parafia św. Rafała Kalinowskiego
- Parafia św. Stanisława Biskupa iMęczennika
- Parafia św. Tomasza Apostoła
- Parafia Świętych Apostołów Piotra i Pawła
- Parafia Świętych Szymona i Judy Tadeusza
- Parafia Wniebowzięcia Najświętszej Maryi Panny
  - Bazylika katedralna Wniebowzięcia Najświętszej Maryi Panny (katedra - bazylika) w Sosnowcu
- Parafia Zesłania Ducha Świętego

## Parafie Jaworzna
- Parafia Świętych Wojciecha i Katarzyny w Jaworznie Śródmieściu
- Parafia NMP Nieustającej Pomocy w Jaworznie Osiedlu Stałym
- Parafia Narodzenia Najświętszej Maryi Panny w Jaworznie Długoszynie
- Parafia św. Barbary w Jaworznie Podłężu
- Parafia św. Jana Kantego w Jaworznie Niedzieliskach
- Parafia św. Brata Alberta Chmielowskiego w Jaworznie Pieczyskach
- Parafia św. Elżbiety Węgierskiej w Jaworznie Szczakowej
- Parafia Najświętszej Maryi Panny Anielskiej w Jaworznie Dąbrowie Narodowej
- Parafia Miłosierdzia Bożego w Jaworznie Borach
- Parafia Najświętszej Maryi Panny Nieustającej Pomocy w Jaworznie Ciężkowicach
- Parafia Podwyższenia Krzyża Świętego w Jaworzno Jeleniu
- Parafia św. Józefa Rzemieślnika w Jaworznie Jeziorkach
- Parafia Najświętszej Maryi Panny Królowej Polski w Jaworznie Sobieskim
- Parafia Najświętszego Serca Pana Jezusa w Jaworznie Byczynie
- Parafia Św. Karola Boromeusza w Jaworznie Starej Hucie; http://www.boromeusz.jaworzno.pl

## Parafie Będzina
- Parafia Świętej Trójcy
- Parafia Najświętszego Serca Pana Jezusa (Ksawera)
- Parafia Nawiedzenia NMP (Sanktuarium Polskiej Golgoty Wschodu) (Syberka)
- Parafia Niepokalanego Poczęcia NMP (Łagisza)
- Parafia św. Alberta Chmielowskiego (Warpie)
- Parafia św. Barbary (Koszelew)
- Parafia św. Siostry Faustyny (Górki Małobądzkie)
- Parafia św. Jadwigi Śląskiej (Zamkowe)
- Parafia św. Jana Chrzciciela
- Parafia św. Katarzyny (Grodziec)
- Parafia bł. Honorata Koźmińskiego (Grodziec)

## Parafie Dąbrowy Górniczej
- Parafia NMP Anielskiej w Dąbrowie Górniczej (sanktuarium)
- Parafia św. Barbary w Dąbrowie Górniczej
  - Kościół św. Barbary w Dąbrowie Górniczej
- Parafia Jezusa Chrystusa Króla Wszechświata w Dąbrowie Górniczej
- Parafia św. Józefa Oblubieńca NMP w Dąbrowie Górniczej
- Parafia św. Maksymiliana Marii w Dąbrowie Górniczej
- Parafia Najświętszego Ciała i Krwi Chrystusa w Dąbrowie Górniczej
- Parafia Najświętszej Maryi Panny Anielskiej w Dąbrowie Górniczej
  - Bazylika NMP Anielskiej w Dąbrowie Górniczej
- Parafia Nawrócenia św. Pawła Apostoła w Dąbrowie Górniczej
- Parafia św. Antoniego z Padwy w Dąbrowie Górniczej - Gołonóg - sanktuarium
  - Kościół św. Antoniego w Dąbrowie Górniczej
- Parafia św. Jadwigi Królowej w Dąbrowie Górniczej
- Parafia Najświętszej Maryi Panny, Królowej Polski w Dąbrowie Górniczej
- Parafia Najświętszej Maryi Panny, Matki Kościoła w Dąbrowie Górniczej – Ujejsce
- Parafia Najświętszej Maryi Panny Zwycięskiej w Dąbrowie Górniczej
- Parafia św. Rafała Kalinowskiego w Dąbrowie Górniczej
- Parafia św. Marii Magdaleny w Dąbrowie Górniczej – Ząbkowice
- Parafia Najświętszego Serca Pana Jezusa w Dąbrowie Górniczej - Strzemieszyce Wielkie (sanktuarium)
  - Bazylika Najświętszego Serca Pana Jezusa w Dąbrowie Górniczej
- Parafia Najświętszej Maryi Panny Częstochowskiej w Dąbrowie Górniczej - Łęka
- Parafia Najświętszej Maryi Panny z Góry Karmel w Dąbrowie Górniczej - Strzemieszyce Małe
- Parafia Podwyższenia Krzyża Świętego w Dąbrowie Górniczej - Łosień
- Parafia Przemienienia Pańskiego w Dąbrowie Górniczej - Tucznawa
- Parafia Zesłania Ducha świętego w Dąbrowie Górniczej- Ząbkowice
- Parafia Trójcy Przenajświętszej w Dąbrowie Górniczej- Błędów
- Parafia Wniebowzięcia Najświętszej Maryi Panny w Dąbrowie Górniczej- Okradzionów

## Parafie Czeladzi
- Parafia Świętych Archaniołów Michała, Gabriela, Rafała w Czeladzi
- Parafia św. Mateusza Apostoła w Czeladzi
- Parafia NMP Bolesnej w Czeladzi
- Parafia św. Stanisława BM w Czeladzi
- Parafia św. Wojciecha BM w Czeladzi

## Parafie Olkusza
- Parafia św. Andrzeja Apostoła w Olkuszu
- Parafia św. Maksymiliana w Olkuszu
- Parafia Jezusa Chrystusa Dobrego Pasterza w Olkuszu
- Parafia św. Barbary w Olkuszu
- Parafia NMP Wspomożenia Wiernych w Jaroszowcu (Sanktuarium)

## Parafie Bukowna
- Parafia św. Andrzeja Boboli w Bukownie
- Parafia św. Jana Chrzciciela w Bukownie Starym
- Parafia NMP Wspomożenia Wiernych w Bukownie-Borze Biskupim

## Parafie Ogrodzieńca
- Parafia Przemienienia Pańskiego w Ogrodzieńcu
  - Sanktuarium Matki Boskiej Skałkowej w Podzamczu

## Parafie Pilicy
- Parafia Najświętszego Imienia Jezus w Pilicy - Biskupicach
- Parafia św. Jana Chrzciciela i św. Jana Ewangelisty w Pilicy

## Parafie Siewierza
- Parafia Najświętszego Serca Pana Jezusa w Siewierzu
- Parafia św. Macieja Apostoła w Siewierzu

## Parafie Wojkowic
- Parafia św. Antoniego z Padwy w Wojkowicach
- Parafia Wniebowzięcia NMP w Wojkowicach - Żychcicach

## Parafie Wojkowic Kościelnych
- Parafia św. Marcina w Wojkowicach Kościelnych (sanktuarium maryjne)

## Parafie Wolbromia
- Parafia Podwyższenia Krzyża świętego w Wolbromiu
- Parafia św. Katarzyny w Wolbromiu

## Dekanat łazowski
- Parafia św. Maksymiliana Marii Kolbego w Łazach
- Parafia św. Michała Archanioła w Łazach
- Parafia św. Stanisława Biskupa w Chruszczobrodzie
- Parafia św. Bartłomieja Apostoła w Ciągowicach
- Parafia Trójcy Przenajświętszej w Dąbrowie Górniczej
- Parafia św. Anny w Grabowej
- Parafia św. Franciszka z Asyżu w Niegowonicach
- Parafia Miłosierdzia Bożego w Rokitnie Szlacheckim
- Parafia Najświętszego Serca Pana Jezusa w Wysokiej (diecezja sosnowiecka)

## Dekanat sączowski
- Parafia św. Wawrzyńca Diakona Męczennika w Bobrownikach
- Parafia Najświętszego Serca Pana Jezusa w Dobieszowicach
- Parafia św. Antoniego z Padwy w Nowej Wsi
- Parafia Świętych Piotra i Pawła Apostołów w Psarach
- Parafia św. Jadwigi Śląskiej w Rogoźniku
- Parafia św. Jakuba Apostoła w Sączowie
- Parafia Wszystkich Świętych w Siemoni
- Parafia Najświętszej Maryi Panny - Królowej Świata w Strzyżowicach
- Parafia św. Jana Chrzciciela w Tąpkowicach

## Dekanat sułoszowski
- Parafia św Bartłomieja w Jerzmanowicach
- Parafia św. Katarzyny w Sąspowie
- Parafia Najświętszego Zbawiciela w Przegini (Sanktuarium)